# Bartosz Konitz
Bartosz Konitz (Oborniki, 30 december 1984) is een Pools handballer die sinds 2021 uitkomt voor het Belgische Sporting Pelt. Tijdens zijn spelerscarrière kwam hij voor zowel het Nederlands handbalteam als voor het Pools handbalteam uit.

## Biografie
Konitz debuteerde bij Tachos op het hoogste niveau handbal in Nederland. Destijds was zijn vader, Piotr Konitz, coach van het het eerste team van Tachos. In het seizoen 2003/2004 werd Konitz uitgeroepen tot Talent van het jaar en behaalde de tweede plek voor beste opbouwer van het jaar. Het seizoen hierna behaalde Konitz de tweede plek voor beste handballer van het jaar. In het seizoen 2005/2006 werd Konitz topscoorder van de Eredivisie.
In 2006 vertrok Konitz naar Vive Kielce in Polen, waar hij uiteindelijk tot 2010 zou spelen. In de periode tussen 2010 en 2021 komt Konitz voor verschillende Poolse en Duitse ploegen uit. In 2021 verruilde Konitz het Duitse Wilhelmshavener HV voor het Belgische Sporting Pelt.
Konitz maakte op 31 oktober 2003 zijn debuut in het Nederlands team tijdens een wedstrijd tegen Denemarken. Voor de laatste keer speelde hij in het Nederlands shirt op 14 januari 2012 in een wedstrijd tegen Estland als onderdeel van de kwalificatie voor het WK 2013. In totaal speelde hij tussen 2003 en 2012 71 wedstrijden voor Nederland en scoorde hij 213 goals.
Hij maakte zijn debuut in het Poolse nationale team op 7 november 2015 in een wedstrijd tegen Rusland, waarin hij één doelpunt scoorde. In januari 2016 speelde hij in het EK in Polen, waarin hij zeven wedstrijden speelde en zeven doelpunten scoorde. Zijn laatste wedstrijd voor het Pools nationale team was op 29 januari 2016 tijdens het EK tegen Zweden, waar hij vijf doelpunten maakte.

## Privé
Bartosz Konitz is de zoon van Piotr Konitz, die ook handbalde bij Tachos en daar jaren coach was. Toen Bartosz veertien was, verhuisde de familie Konitz naar Nederland.